# Xylocopa javana
Xylocopa javana är en biart som beskrevs av Heinrich Friese 1914. Xylocopa javana ingår i släktet snickarbin, och familjen långtungebin. Inga underarter finns listade i Catalogue of Life.